# Acceso Norte a Ferrol
El Acceso Norte a Ferrol o FE-13 es una autovía urbana que rodea Ferrol como una autovía de circunvalación, por la zona este de la ciudad. Tiene 3,7 kilómetros de longitud y la velocidad máxima es de 50 km/h.
Está diseñado como una variante en el este de Ferrol, para enlazar con varios accesos a Narón, al puerto de Ferrol, a varias parroquias y al Complejo Hospitalario Universitario de Ferrol. En toda la vía urbana no deben superarse los 50 km/h, al haber varios cruces con las calles del polígono industrial de La Gándara (repartido en los municipios de Ferrol y Narón), de algunos barrios ferrolanos y naroneses, y de las parroquias. En la zona del polígono industrial de La Gándara hay 2 vías de servicio en la Avenida Nicasio Pérez y la parte final de la Avenida del Mar. Además de varias rotondas, solo hay un único cruce con semáforos que está en el Camino del Escorial (San Pedro).
Se planificó la construcción como Acceso Norte al puerto de Ferrol en la década de los años 70, para rodear Ferrol por la Ensenada de La Gándara, descongestionado el tráfico de la Avenida de las Pías (FE-14), en aquella época era una carretera de acceso urbana desde Fene hasta la entrada de Ferrol. El desarrollo urbano del polígono industrial de La Gándara se inició en el año 1977 y durante este tiempo ha habido parones temporales y lentitud del avance de las obras y no fue hasta el año 1982 cuando se concluyó casi toda la urbanización sin contar el acceso directo a Caranza y al nudo de FE-14. A finales del año 1987, había concluido el desdoblamiento de un tramo de la Avenida de las Pías y se puso en servicio el Nudo de Caranza. Este obra se había renombrado como "primera fase" del Acceso Norte (desde el nudo de FE-14 hasta la Carretera de Castilla (AC-862)), y se tramitó el proyecto de la segunda fase que va desde la Carretera de Castilla (AC-862) hasta la Carretera de Catabois (AC-116) a finales de la década de los años 80, y el año 1999 se concluyó totalmente el Acceso Norte.
Esta autovía urbana tiene 2 carriles por sentido, y la velocidad se limita a 50 km/h en todo el trayecto desde Caranza hasta la carretera de Catabois (AC-116). Cuenta con 8 rotondas, un cruce con semáforos, varios cruces con las calles y un nudo en el inicio de la autovía con la conexión a la FE-14.

## Tramos
| Denominación | Tramo                                                                                        | Kilómetros | Año servicio |
| ------------ | -------------------------------------------------------------------------------------------- | ---------- | ------------ |
| FE-13        | FE-14 Caranza - AC-862 San Juan Tramo: FE-14 Caranza - AC-862 San Juan Nudo de Caranza FE-14 | 1,2 0,3    | 1982 1987    |
| FE-13        | AC-862 San Juan - AC-116 Santa Cecilia de Trasancos                                          | 2,2        | 1999         |

## Trazado
| Velocidad | Esquema | Salida | Sentido Santa Cecilia de Trasancos (Ferrol)                                    | Carriles | Sentido Caranza (Ferrol) | Carretera   | Notas |
| --------- | ------- | ------ | ------------------------------------------------------------------------------ | -------- | --- | ----------- | ----- |
|           |         |        | Comienzo de la Autovía de Acceso Norte a Ferrol FE-13 Procede de: FE-14 Ferrol |          | Fin de la Autovía de Acceso Norte a Ferrol FE-13 Incorporación final: FE-14 Dirección final: FE-14 Betanzos Paseo Marítimo FE-14 Ferrol |             |       |
|           |         |        | Calle Luis Seoane                                                              |          | |             |       |
|           |         |        | vía de servicio Avenida del Mar Narón                                          |          | Avenida del Mar Narón vía de servicio                                                                                                   |             |       |
|           |         |        | El Bertón La Gándara                                                           |          | La Gándara El Bertón |             |       |
|           |         |        | pol. de Esteiro AC-862 Narón Ortigueira                                        |          | AC-862 Narón Ortigueira pol. de Esteiro                                                                                                 | FE-11       |       |
|           |         |        |                                                                                |          | Calle Venezuela |             |       |
|           |         |        | Ferrol Ortigueira                                                              |          | Ortigueira Ferrol | AC-862      |       |
|           |         |        | Calle Ernesto Guerra de la Cal Calle Poeta Curros Enríquez                     |          | |             |       |
|           |         |        | San Juan Santa Cecilia de Trasancos                                            |          | Santa Cecilia de Trasancos San Juan |             |       |
|           |         |        | FE-15 O'Sino Canido puerto E-1 AP-9 La Coruña                                  |          | E-1 AP-9 La Coruña FE-15 O'Sino Canido puerto                                                                                           | FE-15 AP-9F |       |
|           |         |        | O Boial Santa Icía area comercial                                              |          | San Juan |             |       |
|           |         |        |                                                                                |          | O Boial Santa Icía área comercial |             |       |
|           |         |        | San Pedro San Juan viviendas San Pablo Santa Icía complejo hospitalario        |          | Santa Icía San Juan San Pedro San Juan viviendas San Pablo                                                                              |             |       |
|           |         |        | Candido AC-116 Valdoviño CHUF                                                  |          | Inicio de la Autovía FE-12 | AC-116      |       |